# 6565 Рейдзі
6565 Рейдзі (6565 Reiji) — астероїд головного поясу, відкритий 23 березня 1992 року.
Тіссеранів параметр щодо Юпітера — 3,686.
Названо на честь Рейдзі (яп. れいじ(零士) рейдзі).